# Ютіка (Канзас)
Ютіка (англ. Utica) — місто (англ. city) в США, в окрузі Несс штату Канзас. Населення — 99 осіб (2020).

## Географія
Ютіка розташована за координатами 38°38′34″ пн. ш. 100°10′12″ зх. д. / 38.64278° пн. ш. 100.17000° зх. д. (38.642640, -100.169869).  За даними Бюро перепису населення США в 2010 році місто мало площу 0,61 км², уся площа — суходіл.

## Демографія
Згідно з переписом 2010 року, у місті мешкало 158 осіб у 78 домогосподарствах у складі 42 родин. Густота населення становила 259 осіб/км².  Було 102 помешкання (167/км²).
Расовий склад населення:
| - 95,6 % — білих - 0,6 % — чорних або афроамериканців - 0,6 % — азіатів - 1,3 % — осіб інших рас |

До двох чи більше рас належало 1,9 %. Частка іспаномовних становила 1,3 % від усіх жителів.
За віковим діапазоном населення розподілялося таким чином: 20,9 % — особи молодші 18 років, 53,2 % — особи у віці 18—64 років, 25,9 % — особи у віці 65 років та старші. Медіана віку мешканця становила 47,5 року. На 100 осіб жіночої статі у місті припадало 85,9 чоловіків;  на 100 жінок у віці від 18 років та старших — 89,4 чоловіків також старших 18 років.
Середній дохід на одне домашнє господарство  становив 50 581 долар США (медіана — 25 313), а середній дохід на одну сім'ю — 84 039 доларів (медіана — 50 938). Медіана доходів становила 32 188 доларів для чоловіків та 40 625 доларів для жінок. За межею бідності перебувало 18,2 % осіб, у тому числі 37,5 % дітей у віці до 18 років та 10,0 % осіб у віці 65 років та старших.
Цивільне працевлаштоване населення становило 58 осіб. Основні галузі зайнятості: освіта, охорона здоров'я та соціальна допомога — 15,5 %, будівництво — 15,5 %, сільське господарство, лісництво, риболовля — 15,5 %.